# Kilmarnock
Kilmarnock er en by i det sydvestlige Skotland, med et indbyggertal (pr. 2001) på cirka 44.000. Byen ligger i kommunen East Ayrshire, tæt ved kysten til Atlanterhavet.
Kilmarnock er frem for alt kendt som stedet hvor det berømte skotske whiskeymærke Johnnie Walker bliver produceret. Whiskeyen er blevet fremstillet i byen siden 1820.
I 1901 blev Dick Institute grundlagt, og det er i dag et museum og bibliotek.